# جيجي بريتزكر
جان «جيجي» بريتزكر (بالإنجليزية: Jean "Gigi" Pritzker)‏ (من مواليد 27 يوليو 1962) هي مليارديرة أمريكية ومنتجة أفلام وناشطة في العمل الخيري، بالإضافة إلى كونها عضو في عائلة بريتزكر.

## حياتها المُبكرة وتعليمها
وُلدت لعائلة بريتزكر اليهودية، وهي عائلة ثرية في شيكاغو بإلينوي، وهي ابنة ماريان «سيندي» (المعروفة كفريند) وجاي بريتزكر. كان جدها لأمها هوهوغو فريند المولود ببراغ. اتخذ والدها من شيكاغو مقرُا لشركات العائلة المتنوعة، ومقرًا لإنشاء مجموعة مارمون- جنبًا إلى جنب مع إخوته روبرت ودونالد بريتزكر. أنشأ الإخوة سلسلة فنادق حياة في عام 1957 والمملوكة لبرانيف أيرلاينز من عام 1983 حتى عام 1988، والذي تجرّد لاحقًا من العديد من الأصول. تخرجت بريتزكر بدرجة الماجستير في الأنثروبولوجيا من جامعة ستانفورد.

## حياتها المهنية
بعد أخذ دورات في صناعة الأفلام الوثائقية، شاركت جيجي في تأسيس كولفر سيتي - جنبًا إلى جنب مع صديقتها ديبورا دل بريتي - في كاليفورنيا، وهي مدينة إنتاج للأفلام عتمد في تمويلها على شركة أود لوط للترفيه. أنتجت شركة أود لوط للترفيه في عام 2010 فيلم حفرة الأرنب - Rabbit Hole من بطولة نيكول كيدمان وأنتجت فيلم قيادة بطولة رايان غوسلينغ في عام 2011. أنتجت شركة أود لوط للترفيه في نوفمبر 2013 فيلم لعبة إندر من بطولة هاريسون فورد ، استنادًا إلى رواية الخيال العلمي التي تحمل نفس الاسم لكاتبها أورسون سكوت كارد. اهتمت بريتزكر بتطوير مرحلة الإنتاج الحية - جنبًا إلى جنب مع شريكها تيد رولينز - في شركتها من خلال الأدوار المسرحية. أنتجت بريتزكر رباعية المليون دولار المسرحية.

## الحياة الشخصية والعمل الخيري
تشغل بريتزكر منصب الرئيس وعضو في مجلس أمناء مؤسسة عائلة بريتزكر- باكر ومسرح شيكاغو للأطفال. تزوجت بريتزكر من مايكل باكر وأنجبا ثلاثة أطفال.

## روابط خارجية
- جيجي بريتزكر على موقع IMDb (الإنجليزية)
- جيجي بريتزكر على موقع بوكس أوفيس موجو (الإنجليزية)
- جيجي بريتزكر على موقع قاعدة بيانات الفيلم (الإنجليزية)